# John Simmons
John Simmons (Haskell (Oklahoma), 14 juni 1918 - Orange (New York), 19 september 1979) was een bassist die op vele opnames in de jaren 40 en 50 was te horen. Simmons werd geboren in Haskell, Oklahoma en hij groeide op in Tulsa en in Californië.
Simmons speelde eerst trompet, maar kon door een blessure bij American Football niet langer spelen en ging over op bas.
Na vier maanden speelde hij al met onder meer het heel vroege Nat King Cole Trio en hij speelde in 1937 bij het orkest van Teddy Wilson.
In datzelfde jaar verhuisde hij naar Chicago en ging in 1940 samenwerken met Roy Eldridge. Ook werkte hij toen met de grote orkesten van Louis Armstrong, Benny Goodman, Duke Ellington en Cootie Williams. In 1944 speelde hij in Lester Youngs film 'Jammin The Blues'. Simmons speelde ook op The Tatum Group Masterpieces vol.2 van pianist Art Tatum met Roy Eldridge.

John Simmons begeleidde verder onder meer: Ben Webster, Billie Holiday, Coleman Hawkins, Benny Carter, Ella Fitzgerald, Thelonious Monk en Erroll Garner. 
Simmons stierf op 19 september 1979 in Orange, New York.
- Biblioteca Nacional de España: XX1533327
- Bibliothèque nationale de France: cb13899787t (data)
- Gemeinsame Normdatei: 134522737
- International Standard Name Identifier: 0000 0000 8015 8174
- Library of Congress Control Number: n85139930
- MusicBrainz: 16f2846f-3afd-41fc-aaf7-49edc26beadc
- Nationale Bibliotheek van Israël: 987007407804405171
- Istituto Centrale per il Catalogo Unico: DDSV033276
- SNAC: w6252500
- Système universitaire de documentation: 080784887
- Virtual International Authority File: 44615291
- WorldCat: E39PBJgt7b4Jc4tdwX7mTc4Qbd